# Treehouse of Horror VI
Treehouse of Horror VI, llamado La casa-árbol del terror VI en España y La casita del horror VI en Latinoamérica, es el sexto episodio perteneciente a la séptima temporada de la serie animada Los Simpson, estrenado originalmente el 29 de octubre de 1995 en la cadena FOX. Es un episodio especial de Halloween y consta de tres segmentos: "Attack of the 50-Foot Eyesores", "Nightmare on Evergreen Terrace" y "Homer³". Fue dirigido por Bob Anderson y escrito por John Swartzwelder, Steve Tompkins y David Cohen.

## Sinopsis

### Secuencia de presentación
Se ve al jinete sin cabeza cabalgando en un bosque tenebroso en la noche, cuando saca una cabeza que resulta ser la de Krusty el Payaso que se ríe maliciosamente, para luego aparecer en la pantalla "The Simpsons Halloween Special VI".

### Attack of the 50-Foot Eyesores (El Ataque de Los Anuncios (LAT) / El ataque de los adefesios de quince metros (ESP))
Cuando Homer va a la tienda de donas para comprar una "Rosca Coloso", se queja de que las roscas no eran tan grandes como las de los anuncios. Por eso, en venganza, roba la rosca gigante que sostenía el muñeco Mantecoso, que era la publicidad del local. En ese momento, un rayo cae sobre el Mantecoso, lo que lo hace cobrar vida, al igual que otros muñecos gigantes de anuncios de Springfield. Los anuncios, convertidos en monstruos, comienzan a destruir toda la ciudad. Homer, más tarde, le devuelve la rosca al Mantecoso, pero esto no termina con la destrucción. Finalmente, Lisa va a una agencia de publicidad, y un ejecutivo le sugiere que los anuncios dejarán de estar vivos cuando no se les preste atención, al igual que lo que pasa con las campañas publicitarias. Luego, Paul Anka, recomendado por el ejecutivo, compone una canción para animar a la gente a dejar de mirar a los monstruos. Los ciudadanos de Springfield hacen caso de la canción, lo que ocasiona el fin de la catástrofe.

### Nightmare on Evergreen Terrace (Pesadilla En La Calle Siempreviva (LAT) / Pesadilla en Bulevar Evergreen (ESP))
El jardinero Willie muere en llamas durante una reunión de padres en la escuela y debido a que los presentes lo ignoran, él jura vengarse matando a sus hijos en sus sueños. Bart tiene una pesadilla en la que Willie trata de matarlo. En el sueño, Willie lo araña con un rastrillo, pero cuando el niño despierta, descubre que tenía las heridas. A muchos otros estudiantes de la escuela les pasa lo mismo. Martin, como había terminado rápido la prueba, obtiene permiso para dormir. En su sueño, es estrangulado por Willie. Martin muere en clase, ya que los sueños tenían repercusión en la vida real. Bart y Lisa, cuando vuelven de la escuela, le cuentan a Marge del accidente. Ella, entonces, procede a contarles un relato: Willie había muerto quemado (probablemente por culpa de Homer) después de una explosión en el sótano de la escuela, frente a los padres de los alumnos, (que estaban en una reunión de padres) y no habían hecho nada para salvarlo. Luego, Willie les había dicho a los padres que se vengaría de ellos matando a sus hijos en sus sueños. Bart, luego de tratar no dormirse, decide entrar en sus sueños y enfrentarse con Willie. Lisa debía quedarse despierta y despertar a su hermano si había problemas. En el sueño, Bart aparece en el patio de la escuela, en donde se encuentra con Willie, convertido primero en tractor gigante. Bart lo guía hasta arenas movedizas creyendo haberlo derrotado pero Willie sale convertido en una araña gigante con cuerpo de Gaita escocesa. La araña atrapa al niño y a Lisa (quien no había podido quedarse despierta). Cuando están a punto de perder la batalla, Maggie aparece y usa su chupete para tapar el orificio por el que Willie respiraba, haciéndolo explotar. Luego de esto, Bart y Lisa creen haberse librado de Willie para siempre, pero resultan estar equivocados, ya que aparece nuevamente, como una persona normal. Afortunadamente, esta "nueva versión" de Willie no es peligrosa. Es una parodia de la película A Nightmare on Elm Street y la novela It, ya que Willie se transforma en una araña gigante al igual que el payaso.

### Homer³ (Homero al Cubo (LAT) / Homer al cubo (ESP))
Patty y Selma están a punto de visitar a la familia Simpson. Homer, asustado, busca un lugar para esconderse. Encuentra una biblioteca en la sala de estar, escondiéndose detrás de ella; cuando está allí, ve que la pared tiene una extraña radiación, que permitiría atravesarla. Homer lo hace, y se da cuenta de que ha pasado a la tercera dimensión.
Homer explora el lugar, que se parece mucho a una animación de 3D por ordenador. Al no encontrar una salida, le pide ayuda a Marge a través de las paredes. Marge llama a Ned Flanders para que la ayude, ya que él tenía una escalera, y también al Reverendo, al profesor Frink, al jefe Wiggum y al Dr. Hibbert. Sin embargo, nadie logra ayudarlo a volver a su dimensión.
Cuando Homer accidentalmente provoca un agujero en el suelo, la dimensión comienza a desaparecer a través de un agujero negro. En ese momento, el profesor Frink, del otro lado, le explica a la gente reunida allí que Homer estaba en la "tercera dimensión". El Abuelo Simpson llega vistiendo un traje de buzo y dice que rescatará a Homer si otros cuatro voluntarios lo acompañan pero el resto de los presentes se lo impiden. Bart, luego, se ata una soga de seguridad a la cintura y corre a través de la pared. El niño le grita a Homer que tiene que saltar para tomar su mano, ya que el agujero se ha hecho más grande. Sin embargo, Homer no lo logra, y cae por el agujero, mientras que Bart es salvado. Bart cuenta todo lo que había pasado, y el Reverendo tranquiliza a Marge asegurándole que Homer estaba en un mejor lugar, sin embargo se oye el grito de Homer en la distancia "me llevaaaaa....", y aparece en el mundo real, con gente humana. Cuando ve un negocio de pasteles eróticos, entra en él, mientras la gente lo mira extrañada.